# Sabine Grützmacher
Sabine Grützmacher (nascida a 4 de janeiro de 1986) é uma política alemã. Grützmacher tornou-se membro do Bundestag após ter sido eleita nas eleições federais alemãs de 2021. Ela é afiliada ao partido Aliança 90/Os Verdes.